# Unam Sanctam
Unam Sanctam és una butlla papal promulgada pel papa Bonifaci VIII el 18 de novembre de 1302, que els historiadors consideren una de les declaracions de supremacia espiritual més forta mai feta pel papat.
El document original s'ha perdut, però pot trobar-se una versió del text en els registres de Bonifaci VIII als Arxius vaticans.
La seva publicació es va deure al conflicte entre el papa i Felip IV de França. Es relaciona a aquesta butlla amb una forta defensa de la supremacia del poder espiritual sobre el terrenal.

## Contingut
Aquesta butlla és, potser, l'última expressió de la teocràcia papal. Recolzant-se en la interpretació medieval de diverses figures bíbliques (l'esposa del Cantar dels Cantars, la túnica de Crist, l'"home espiritual" del que parla sant Pau a I Cor. 2,15, etc.) el Papa afirmava l'absoluta supremacia del poder espiritual sobre el poder temporal.
Significativament, la butlla proclamava que «fora de l'Església no hi ha ni salvació ni remissió de pecats» Això constitueix una forma extrema del concepte conegut com a «plenitudo potestatis» o plenitud del poder, que declara que aquells que resisteixin al pontífex romà estan resistint l'ordenament diví.
La butlla també declarava que l'Església Catòlica havia de romandre unida, que el papa era el seu únic i absolut cap: «Per tant, de la unitat i unicitat de l'Església, només hi ha un cap i un cos, no dos caps com en un monstre». La butlla continuava dient: «Estem informats pels textos dels Evangelis que en aquesta Església i en la seva poder hi ha dues espases: el poder temporal i l'espiritual». Les espases són una referència tradicional a les empunyades pels apòstols en l'arrest de Crist, que es diu van ser enterrades al costat de l'apòstol Pere. Els primers teòlegs creien que si hi havia dues espases, una havia d'estar subordinada a l'altra. Això va evolucionar després en una jerarquia de lideratge, l'espiritual jutja el secular, «considerant la seva grandesa i caràcter sublim» mentre que el baix poder espiritual és jutjat per l'alt poder espiritual, etc.
Així, es conclou que el poder temporal ha de subordinar-se al poder espiritual, no només en temes concernents a la doctrina o moralitat: «Amb la veritat com a testimoni, correspon al poder espiritual establir el poder terrenal, i jutjar-ho si no ha estat bé».
La butlla conclou establint: «A més, declarem, proclamem i definim que és absolutament necessari per a la salvació que tota criatura humana estigui subjecta al pontífex romà». Bonifaci estableix així oficialment el que venien declarant els papes des de l'època de Gregori VII.
Molt de l'expressat pot veure's als escrits de Bernat de Claravall, Hug de Sant Víctor i Tomàs d'Aquino. La butlla conté també escrits de les cartes del papa Innocenci III, que reafirmen el poder espiritual i la idea de plenitudo potestatis en relació al papat. Una veu fortament representada en la butlla és la d'Egidi Romà, que alguns pensen que pot haver estat el veritable autor de la butlla.
En el seu escrit «Sobre el poder eclesiàstic», Egidi proclama la supremacia del pontífex romà sobre el món material. La seva línia d'argumentació estableix que atès que el cos és governat per l'ànima, i l'ànima és governada per les regles espirituals, el pontífex de Roma és llavors el governant d'ànima i cos.
D'acord amb l'Enciclopèdia Catòlica en els arxius, sobre el marge del text l'última sentència es llegeix: «Declaratio quod subesse Romano Pontifici est omni humanae creaturae de necessitate salutis», per la qual cosa la frase, com a moltes escriptures canòniques, pot haver estat traslladada de la glossa al text principal, on va ser acceptada com a part integrant de la butlla. Alguns pensen que aquesta és l'única definició dogmàtica del document, perquè la resta es basa «en declaracions papals del segle xiii».
Seguint el costum medieval les premisses no estan basades en el raonament lògic, sinó en interpretacions al·legòriques preses de l'Antic i del Nou Testament.

## Context polític
La furiosa reacció de Felip i el seu ministre no pot entendre's fora del context del conflicte iniciat a partir del creixent poder de les Monarquies en França i Anglaterra, que havia arribat a la via dels fets amb els intents per imposar tribut al clergat per sostenir la guerra, no gaire diferent a les croadas autoritzades durant el segle xiii -per exemple contra el comte de Barcelona i rei d'Aragó- tret que les guerres actuals no havien estat autoritzades pel papa i els impostos pretenien ser carregats també sobre el clergat. Conegut pel seu molt impulsiva interferència en els assumptes internacionals, la reacció de Bonifaci va ser la potent butlla Clericis laicos de 1296.
A Anglaterra Eduard I va retirar la protecció del dret anglosaxó sobre el clergat, una estratègia de probabilitats aterridores. Els ministres de Felip van reaccionar amb els seus propis típics mètodes: van expulsar tots els banquers no francesos de França, i van prohibir l'exportació d'or sense excepció. El flux de diners francesos a la cúria romana es va assecar completament. Els ministres reials i els seus aliats van fer circular cartes establint la sobirania del rei sobre el seu regne i el deure l'església a ajudar a la defensa de la pàtria.
Bonifaci va cometre l'error tàctic de cedir alguna de les seves posicions. En setembre de 1296 va enviar una indignada protesta a Felipe titulada Ineffabilis Amor, declarant que estava disposat a morir abans de resignar qualsevol justa prerrogativa de l'Església, però al mateix temps explicava en termes conciliadors que la seva recent butlla s'entenia aplicable a alguns dels acostumats impostos feudals corresponents al rei per les terres de l'església.
Després va venir el jubileu de 1300, que va omplir Roma de fervents masses de pelegrins, que van portar or de França a Roma. A l'any següent els ministres de Felipe van excedir els seus límits. Bernat Saisset, bisbe de Pàmies al comtat de Foix, a la frontera més llunyana de Llenguadoc va resultar difícil i recalcitrant. No hi havia estima entre el sud, que havia sofert recentment amb la croada albigesa i el nord franc. Pàmies va ser un dels últims bastions dels càtars.
L'estiu 1301 el rei ordena la detenció del bisbe Bernat Saisset sota l'acusació de traïció, la qual cosa constituïa una clara violació dels privilegis eclesiàstics, ja que únicament el Papa podia jutjar un bisbe. L'objectiu últim de l'arrest tenia molt calat doncs pretenia arrencar a Bonifaci VIII el reconeixement de la jurisdicció suprema del rei sobre tots els seus súbdits, inclosos els membres de l'alta jerarquia eclesiàstica, és a dir, un reconeixement de la superioritat absoluta del rei sobre el Papa a l'interior del seu regne.
El 24 d'octubre de 1301 a Senlis, davant Felip i el seu consell, es van presentar els càrrecs contra el bisbe, la gravetat del qual, segons el rei, justificaven la seva intervenció. Uns dies més tard el conseller real i cèlebre legista Guillem de Nogaret enviava una carta a Bonifaci VIII per justificar l'actuació del rei i hi ampliava l'acusació de traïdor a la d'heretge, per la qual cosa el rebel contra el rei es convertia també en rebel contra Déu.
El bisbe va ser posat sota la custòdia de l'arquebisbe de Narbona, el seu metropolità. Abans de poder jutjar-ho en les corts, el ministre reial necessitava que el Papa el remogués de la seva seu i li llevés els seus furs canònics. Felip va intentar obtenir el desaforament per part del papa, però Bonifaci, en la butlla Ausculta fili (Escolta, fill), feta pública el 5 de desembre de 1301, reprova al rei francès per no haver pres en compte una altra butlla, la Clericis laicos sobre els impostos als clergues, i per no obeir al bisbe de Roma. A França, la butlla va ser cremada; per disposició reial es van extreure alguns textos falsejant el seu sentit: després van ser difosos sota forma d'una butlla anomenada Deum Time. Així es va suscitar una reacció de suport al rei i de rebot al Papa que apareixia com qui intentava -en termes gens conciliatoris- sotmetre al rei en assumptes temporals:
| «                              | No deixi que ningú el convenci sobre vosté té superioritat o està lliure de subjecció al capdavant de la jerarquia eclesiàstica, ja que només un ximple podria pensar així. | » |
| — Bonifaci VIII, Ausculta Fili | |   |

Al mateix temps, Bonifaci va emetre una butlla més general, Salvator mundi, que reiterava fortament els conceptes bàsics de Clericis laicos.
Després, a fi de l'any 1301, Bonifaci, amb la seva acostumada falta de tacte va criticar Felip pel seu comportament personal i la inescrupulositat dels seus ministres (crítica amb la qual molts historiadors contemporanis coincidirien), cridant a un concili de bisbes francesos per a novembre de 1302 a Roma, que tindria l'objectiu de reformar diversos assumptes amb relació a l'església de França i també per jutjar al rei. Felip va prohibir assistir a Saisset i a qualsevol altre bisbe, i va respondre al papa organitzant una contra-assemblea en Paris, a l'abril de 1302. Nobles, burgesos i clergat van assistir per denunciar al papa i criticar un document falsament atribuït a Bonifaci titulat Deum Time (Temor de Déu), on suposadament aquest s'autotitulava senyor de tota França. El clergat francès va protestar educadament contra les «inaudites declaracions»: Bonifaci va negar la seva autoria però va recordar que els papes havien deposat tres reis de França.
Aquesta va ser l'atmosfera en què es va promulgar la butlla Unam sanctam unes setmanes després. Llegint la referència a les dues espases en la butlla, un dels ministres de Felip es diu que va comentar:
| « | «L'espasa del meu Senyor és d'acer, la del Papa està feta de paraules.» | » |

## La resposta aUnam sanctam
La reputació de Bonifaci d'incrementar sempre el poder papal va fer difícil l'acceptació d'una declaració tan extrema. La seva asseveració sobre el poder temporal va ser vista com a buida i fora de lloc, i es va dir que el document no va ser pres com a obligatori perquè el cos de la fe no ho acceptava.
En resposta a la butlla, Felip va fer que el dominic Jean Quidort emetés una refutació. El papa va reaccionar excomunicant el rei. Felip va convocar llavors una assemblea on es van fer 29 acusacions contra el papa, incloent-hi: infidelitat, heretgia, simonia, gran i innatural immoralitat, idolatria, màgia, pèrdua de Terra Santa i l'assassinat de Celestí V. Cinc arquebisbes i vint-i-nou bisbes van fer costat al rei.
Bonifaci VIII només podia respondre denunciant els càrrecs, però ja era massa tard para ell: el 7 de setembre de 1303 l'assessor del rei, Guillem de Nogaret va encapçalar una partida de dos-cents mercenaris a cavall i a peu, que al costat de soldats locals van atacar els palaus del papa i el seu nebot en la residència d'Anagni. Aquest fet va passar a la història com l'ultratge d'Anagni. Els empleats del papa i el seu nebot Francesc van fugir aviat: només el cardenal espanyol Pedro Rodríguez va romandre al seu costat.
El palau va ser arrasat i Bonifaci gairebé assassinat, encara que Nogaret havia previngut a les seves tropes sobre respectar la vida del papa. Fou fet presoner i el van mantenir en una cel·la sense aigua ni menjar durant tres dies. Finalment els habitants d'Anagni van aconseguir expulsar els invasors. Bonifaci va beneir-los i va perdonar els invasors capturats, i va retornar a Roma el 13 de setembre de 1303.
Malgrat el seu estoïcisme, Bonifaci va quedar clarament afectat per l'incident. Va desenvolupar una violenta febre i va morir l'11 d'octubre de 1303. En el seu llibre A Distant Mirror: The Calamitous Fourteenth Century Barbara Tuchman esmenta que els seus col·laboradors més propers asseguraven després que el papa havia mort d'un «profund disgust».
El successor de Bonifaci VII, Benet XI va durar només nou mesos abans de morir a l'exili. El conclave per a triar successor va caure en punt mort durant onze mesos, abans d'elegir el papa Climent V, qui en un esforç per a congraciar-se amb el rei de França va mudar el papat a Avinyó. Des d'aquest moment fins a 1378 el papat va quedar sota l'òrbita i influència directa de la monarquia de Felip. Es diu que Felip va mantenir la seva venjança contra el papat de Roma fins a la seva mort.
No només el rei i el clergat de França van desaprovar la butlla de Bonifaci. Va haver-hi diversos textos circulant per Europa atacant la butlla i la proclamació del poder del papat sobre el temporal. Un dels més notables escriptors oposats a Bonifaci i les seves creences va ser el poeta florentí Dante Alighieri, qui va expressar la seva inclinació per la reposició d'un Sacre Emperador Romà. El seu tractat De Monarchia va intentar refutar les pretensions del papat en la primacia de l'espasa espiritual per sobre de la temporal.
Dante va assenyalar que el Papa i l'emperador eren humans, i cap igual tenia poder sobre un altre igual. Només un poder superior podria jutjar la «igualtat de les espases», ja que cadascuna va ser lliurada pel poder de Déu per a governar els seus dominis respectius.